# USS Bainbridge (DDG-96)
El USS Bainbridge (DDG-96) es un destructor de la clase Arleigh Burke en servicio con la Armada de los Estados Unidos. Fue puesto en gradas en 2003, botado en 2004 y asignado en 2005.

## Construcción
Construido por Bath Iron Works (Bath, Maine), fue colocada su quilla el 7 de mayo de 2003, botado el 13 de noviembre de 2004 y asignado el 12 de noviembre de 2005. Su nombre USS Bainbridge fue decidido por el comodoro William Bainbridge que fuera comandante de la fragata pesada USS Constitution durante la guerra de 1812.

## Historial de servicio

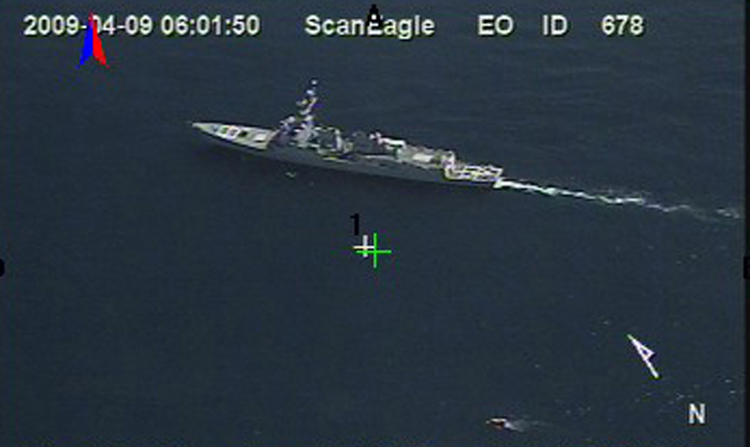
El USS Bainbridge (DDG-96) visto desde un Boeing Insitu ScanEagle, año 2009, durante el secuestro del Mærsk Alabama.

Es conocido mundialmente por su decisiva participación en el secuestro del Mærsk Alabama, y el posterior rescate del capitán de la marina mercante Richard Phillips.
Su actual apostadero es la base naval de Norfolk, Virginia.